# ジェイムス (日本のバンド)
ジェイムスは、神戸市出身のロックバンド。

## メンバー
- 清水アツシ（しみず アツシ、1980年11月6日 - ）ボーカル、ギター

血液型A型。
- たなゆう（1980年12月12日 - ）ベース

血液型AB型。趣味は読書。
- コバ（1980年4月24日 - ）ドラム

血液型A型。

## 来歴
幼稚園からの幼なじみである清水アツシとコバ、高校で2人の同級生だったたなゆうにより、1997年結成。2005年より本格的に活動を始め、コザック前田（ガガガSP）の目に留まり、絶賛を受ける。2009年5月12日にミニアルバム「ジェイムスの逆襲」でデビュー。

## ディスコグラフィー

### シングル
- おっさんのブルース（自主制作、完売）

1. おっさんのブルース
2. You're my sunshine
3. 天使にラブソングを

- シュガーベイビー（自主制作、完売）

1. シュガーベイビー
2. モテモテ
3. 僕は君を守るため

### ミニアルバム
- ゆるりといこか（自主制作、完売）

1. 天使にラブソングを
2. イッツオーライ!
3. ジャングルジム
4. 愛の歌
5. リムジン
6. 泣かないで

- ジェイムスの逆襲（2009年5月12日、スクーターズベースボールクラブ）

1. おっさんのブルース
2. かにばさみ
LISMO Channelオリジナルドラマ『いちごゼミナール』エンディングテーマ
3. 僕は君を守るため
4. サンシャイン
5. リムジン
6. シュガーベイビー
7. ジャングルジム
8. 天使にラブソングを

- ジェイムスの素晴らしき世界（2010年8月3日）

1. 春夏秋冬
2. 泣けるやん
3. ハッピー
関西テレビ『あっぷ&UP!』エンディングテーマ
NPO団体・スマイルスタイルプロジェクト「ユメコラボ」CMソング
4. モテモテ
5. 君のいない世界
6. You
7. 大人幼稚園
8. おっぱいのワルツ